# 龍溪站 (廣州)
龍溪站是广佛地铁的车站，位於中國广东省广州市荔湾区芳村龙溪大道靠近廣州魯新園藝場的地底，为廣佛線進入廣州境內的第一個車站，於2010年11月3日随广佛线首通段通车而啟用。

## 车站结构

### 车站楼层
本站共有兩層。地面為龙溪大道、大沙河湿地公园及其它建築；地下一層為廣佛地鐵站廳；地下二層為廣佛地鐵站台層。
| 地下一层 | 站廳     | 售票機、客服中心、商店、警务室、安检设施 |  |  |
| 地下二层 | 2 站台   | █广佛线 新城東方向（下站：金融高新區）   |  |  |
|          | 岛式站台 |                                          |  |  |
|          | 1 站台   | █广佛线 沥滘方向（下站：菊樹）           |  |  |

### 站廳

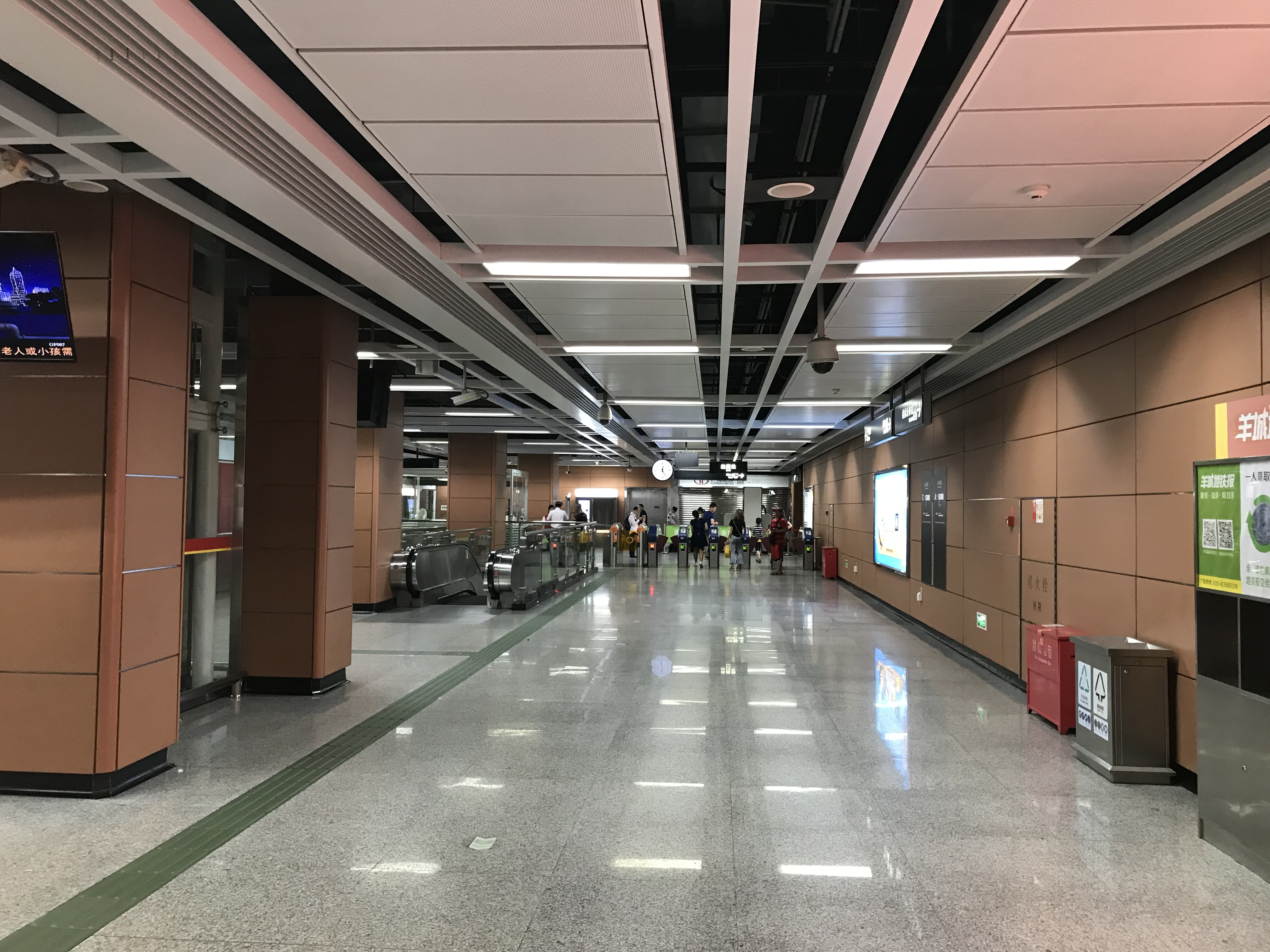
站厅

龙溪站站厅中南侧被划分为收费区，周围被行人通道以及车站商店包围。站厅收费区内设有一台专用电梯、三條扶手电梯和一組楼梯供乘客前往车站月台。
本站现时设有便利店以及自动照相机、自助售卡/充值机等设施。

### 月台

2号月台全景图（魁奇路方向）

本站設有一個島式月台，位於龙溪大道地底。
此外，本站西端设有一条渡线。 

### 出入口
龙溪站现时共设有2个出入口供乘客进出。
|                                                     |                                                           |      |          |                                                      |
| 編號                                                | 设施                                                      | 照片 | 出口指示 | 建議前往的目的地                                     |
| A                                                   | 盲道标志 · 轮椅升降台标志 · 无障碍通道标志 · 扶手电梯标志 |      | 龙溪大道 | 艺林东街、大沙河湿地公园、地铁龙溪站公交车站（东行） |
| C                                                   | 盲道标志 · 扶手电梯标志                                   |      | 龙溪大道 | 凤西二路、地铁龙溪站公交车站（西行）                 |
| 註： 設有 \| 設有 \| 設有輪椅升降台 \| 設有扶手電梯 |                                                           |      |          |                                                      |

## 接驳交通
| 巴士（地铁龙溪站） \| 编号 \| 编号 \| 线路 \| 线路 \| 线路 \| 收费 \| 备注 \| \| ------ \| ------- \| -------------------------- \| ------------------ \| ------------------ \| ---- \| ------------- \| \| \| 广412 \| （佛山）沙仔围（中海锦城） \| ↺ \| （广州）康乃馨花园 \| 2元 \| \| \| \| 670 \| 龙溪村委 \| ⇆ \| 江北路 \| 2元 \| \| \| \| 广夜111 \| （佛山）沙仔围（中海锦城） \| ⇆ \| （广州）芳村客运站 \| 3元 \| 412路附属线路 \| \| \| 佛275 \| （佛山）狮山大学城 \| 全程 ⇆ \| （广州）芳村客运站 \| 4元 \| \| \| 短线 ⇆ \| 佛275 \| （佛山）狮山大学城 \| （广州）地铁龙溪站 \| \| 4元 \| \| \| \| 佛桂06B \| （佛山）富丰广场 \| ⇆ \| （广州）地铁龙溪站 \| 2元 \| 定时班车 \| |         |                            |                    |                    |      |               |
| 编号 | 编号    | 线路                       | 线路               | 线路               | 收费 | 备注          |
| | 广412   | （佛山）沙仔围（中海锦城） | ↺                  | （广州）康乃馨花园 | 2元  |               |
| | 670     | 龙溪村委                   | ⇆                  | 江北路             | 2元  |               |
| | 广夜111 | （佛山）沙仔围（中海锦城） | ⇆                  | （广州）芳村客运站 | 3元  | 412路附属线路 |
| | 佛275   | （佛山）狮山大学城         | 全程 ⇆             | （广州）芳村客运站 | 4元  |               |
| 短线 ⇆ | 佛275   | （佛山）狮山大学城         | （广州）地铁龙溪站 |                    | 4元  |               |
| | 佛桂06B | （佛山）富丰广场           | ⇆                  | （广州）地铁龙溪站 | 2元  | 定时班车      |

## 利用情况
本站周围有一些汽车零售店，亦临近广州花卉科技园，附近亦有海北村，龙溪村，凤西村等村落，故本站主要客流都以附近村落的客流为主，早晚通勤时间段客流会有较大幅度的攀升。此外，车站外设有地铁龙溪公交站，吸引了部分乘客在本站出站转乘巴士前往佛山。

## 历史
2002年廣佛地鐵的走向初步確定，当时被称为花博园站的龙溪站確定為廣佛地鐵的其中一個中途站，后根据附近的龙溪大道命名为龙溪站。
2010年10月28、29日，本站開放給廣佛兩市的市民進行試乘；同年11月3日下午2時，本站隨廣佛地鐵开通而啟用。
2021年5-6月疫情期间，本站曾受防控措施影响，于5月29日所有出入口改为只出不进，6月7日起暂停服务，6月24日下午恢复运营。